# Гимн Мексики

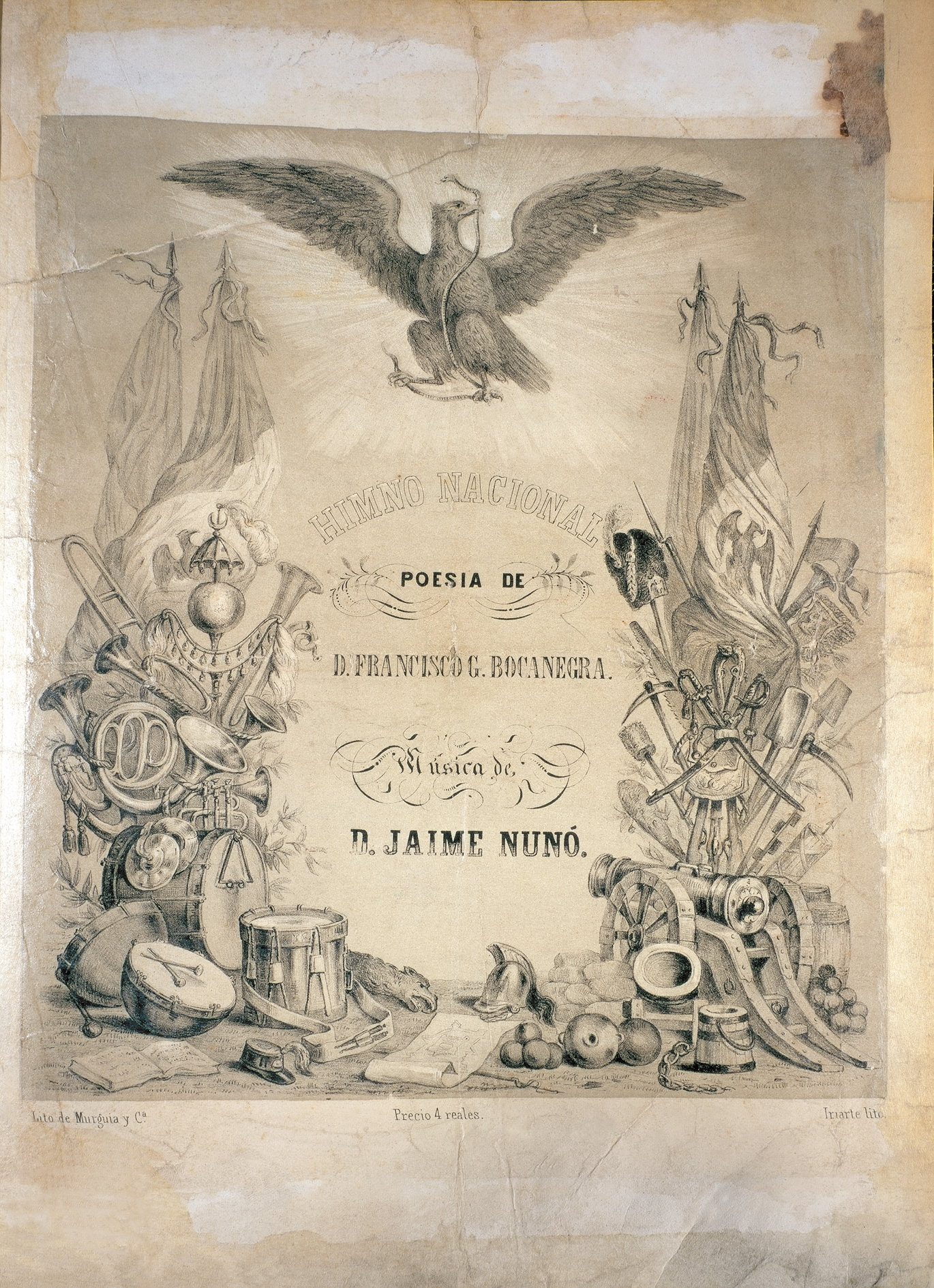

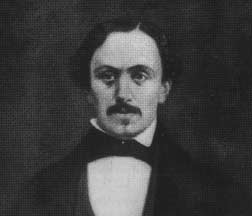
Francisco González Bocanegra

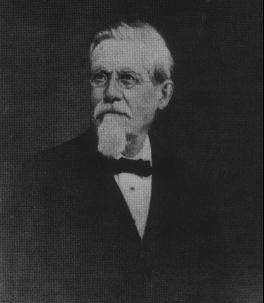
Jaime Nunó

Государственный Гимн Мексики (исп. Himno Nacional Mexicano) — гимн Мексики, который был принят в 1943 году. Слова гимна принадлежат Франсиско Гонсалесу Боканегре, музыку написал Хайме Нуно.

## История
В 1853 году президент Мексики Антонио Лопес де Санта-Анна объявил конкурс на стихи и музыку государственного гимна (по отдельности). Победителем конкурса на лучший текст стал 29-летний поэт Франсиско Гонсалес Боканегра; по преданию, он наотрез отказывался участвовать в конкурсе, предпочитая сочинять любовную лирику, и тогда его невеста заперла его в спальне родительского дома, не выпуская до тех пор, пока гимн не будет написан. Одновременно был объявлен и победитель в музыкальном конкурсе — работавший в это время в Мексике итальянский музыкант Джованни Боттезини; однако музыка Боттезини вызвала у многих отторжение, и в правилах конкурса был найден предлог для того, чтобы отменить его результат. В 1854 году был проведён повторный конкурс, выигранный испанским дирижёром и композитором Хайме Нуно, незадолго до этого приехавшим в Мексику по приглашению президента Санта-Анны.
В 1943 году президент Мануэль Авила Камачо внёс ряд поправок в текст гимна и распорядился исполнять только 4 куплета из первоначальных десяти.
| Mexicanos al grito de guerra el acero aprestad y el bridón. Y retiemble en sus centros la tierra, al sonoro rugir del cañón. 1. Ciña ¡oh Patria! tus sienes de oliva de la paz el arcángel divino, que en el cielo tu eterno destino por el dedo de Dios se escribió. Mas si osare un extraño enemigo profanar con su planta tu suelo, piensa ¡oh Patria querida! que el cielo un soldado en cada hijo te dio. 2. En sangrientos combates los viste por tu amor palpitando sus senos, arrostrar la metralla serenos, y la muerte o la gloria buscar. Si el recuerdo de antiguas hazañas de tus hijos inflama la mente, los recuerdos del triunfo tu frente, volverán inmortales a ornar. 3. Como al golpe del rayo la encina, se derrumba hasta el hondo torrente, la discordia vencida, impotente, a los pies del arcángel cayó. Ya no más, de tus hijos la sangre, se derrame en contienda de hermanos; sólo encuentre el acero en sus manos quien tu nombre sagrado insultó. 4. Del guerrero inmortal de Zempoala te defiende la espada terrible, y sostiene su brazo invencible, tu sagrado pendón tricolor. Él será del feliz mexicano en la paz y en la guerra el caudillo. porque él supo sus armas de brillo circundar en los campos de honor. 5. Guerra, guerra sin tregua al que intente de la Patria manchar los blasones, Guerra, guerra, los patrios pendones en las olas de sangre empapad. Guerra, guerra. En el monte, en el valle, los cañones horrísonos truenen, y los ecos sonoros resuenen con las voces de ¡Unión! ¡Libertad! 6. Antes, Patria, que inermes tu hijos, bajo el yugo su cuello dobleguen, tus campiñas con sangre se rieguen, sobre sangre se estampe su pie. Y tus templos, palacios y torres se derrumben con hórrido estruendo, y sus ruinas existan diciendo: De mil héroes la Patria aquí fue. 7. Si a la lid contra hueste enemiga, nos convoca la trompa guerrera, de Iturbide la sacra bandera, mexicanos, valientes seguid. Y a los fieles bridones les sirvan las vencidas enseñas de alfombra; los laureles del triunfo den sombra a la frente del Bravo Adalid. 8. Vuelva altivo a los patrios hogares, el guerrero a cantar su victoria, ostentando las palmas de gloria que supiera en la lid conquistar. Tornaránse sus lauros sangrientos en guirnaldas de mirtos y rosas, que el amor de las hijas y esposas, también sabe a los bravos premiar. 9. Y el que al golpe de ardiente metralla, de la Patria en las aras sucumba, obtendrá en recompensa una tumba donde brille, de gloria, la luz. Y, de Iguala, la enseña querida a su espada sangrienta enlazada, de laurel inmortal coronada, formará de su fosa una cruz. 10. ¡Patria, Patria! tus hijos te juran exhalar en tus aras su aliento, si el clarín, con su bélico acento, los convoca a lidiar con valor. ¡Para ti las guirnaldas de oliva! ¡Un recuerdo para ellos de gloria! ¡Un laurel para ti de victoria! ¡Un sepulcro para ellos de honor! | Припев: Мексиканцы, на клич войны готовьте сталь и уздечку. И дрожит в своих центрах земля от звучного грохота пушек. 1. Увенчивает, о Родина, твои виски оливой Божественный архангел мира, Который на небе твою вечную судьбу Пальцем Бога начертал. Но если осмелится чуждый враг Осквернить своей поступью твою почву Подумай, о Родина дорогая, что небо Солдата в каждом сыне тебе дало. 2. В кровавых битвах ты их видела За твою любовь, трепещущую их грудь, Встречающих лицом шрапнель спокойно, И ищущих смерть или славу. Ведь если память о делах отважных предков Твоих детей воспламеняет разум, То воспоминания о триумфе Бессмертно украсят твоё чело. 3. Словно дуб, поражённый молнией, Падающий в глубину потока, Повержено бессилье разногласья, Под ноги ангела оно пало. Уже не будет кровь детей, Впредь литься в распрях братьев; И найдёт тот сталь в руках могучих, Кто имя твоё святое оскорбит. 4. Бессмертного воина Семпоалы Защищает нас меч ужасный, И держит своей рукой непобедимой, Твой священный трехцветный стяг. Он будет счастливым мексиканцем В мире и в войне предводителем. Ведь он знал, как своим блестящим оружием Окружить поля чести. 5. Война, война, нет мира тем, кто смеет Символы Родины пятнать, Война, война, знамёна отечества В волнах нашей крови пропитаны. Война, война. В горах, в долинах, Ревут стволы ужасающе, И эхо резонансом вторит кличу Голосам Союз! Свобода! 6. Давно, Родина, твоих безоружных детей Ярмо безжалостно шеи гнуло, Твои поля были пропитаны кровью, А на крови след ноги врага. И твои храмы, дворцы и башни Рухнули с грохотом ужасным, Чтоб лишь руины повторяли: Что ты тысяч героев Родиной была. 7. Если ты сражаешься с вражьими войсками, То нас воинские трубы созывают, Под священным стягом Итурбиде Храбрые мексиканцы продолжат путь. И верным трензелям служат Ковром знамёна побежденных; И лавр триумфа украшает тенью Лик отважного вождя. 8. Вернитесь гордо в свои родные дома, Воители, чтобы воспеть свои победы, И показывать пальмы славы, Которые сумели завоевать в бою. Пусть ваши окровавленные лавры Превратятся в гирлянды мирта и роз, Которыми любовь дочерей и жен Умеют наградить подвиг смелых. 9. И тот, кто под ударом огненной шрапнели, Падёт у алтарей Отечества, Получит как награду могилу Где сияет свет славы. И Игуалы любимый символ, Связанный вместе с окровавленным мечом, Коронованный бессмертным лавром, Превратит эту могилу в крест. 10. Отчизна, Отчизна! Клянутся твои дети Отдать тебе последнее дыхание, Если горн своим воинственным звуком, Позовёт нас на отважную битву. Для тебя — гирлянды оливы! Для них — память славы! Для тебя — лавр победы! Для них — почётная могила! |

1. ↑  Вероятно, подразумевается кавалерия.